# 2 Dowództwo Sił Powietrznych i Obrony Przeciwlotniczej (Federacja Rosyjska)
2 Dowództwo Sił Powietrznych i Obrony Przeciwlotniczej (ros. 2-е командование ВВС и ПВО) – związek operacyjny Sił Zbrojnych Federacji Rosyjskiej w ramach Centralnego Okręgu Wojskowego.
Utworzony 1 grudnia 2009 z siedzibą w Jekaterynburgu.

## Formowanie i zmiany organizacyjne
W lutym 2010  wprowadzona została w życie Doktryna Wojenna Federacji Rosyjskiej. Utworzone zostały cztery dowództwa operacyjno-strategiczne, a w ślad za nimi cztery okręgi wojskowe. Każdemu z nich podporządkowano jedno dowództwo SPiOP.  W Centralnym Okręgu Wojskowym na bazie 14 ALiOP utworzono 2 Dowództwo SPiOP. Korpusy i dywizje obrony powietrznej przeformowano w Brygady Obrony Powietrzno-Kosmicznej, włączając w ich struktury elementy wojsk radiotechnicznych.